# Seema Punia
Seema Antil, da sposata Punia (Sonipat, 27 luglio 1983), è una discobola e pesista indiana.

## Biografia
Nata nel villaggio di Khewda nel distretto di Sonipat in Haryana in India, ha iniziato a praticare atletica leggera a 11 anni con il salto in lungo e gli ostacoli, successivamente è passata al lancio del disco.
Nel 2000, ha vinto l'oro nel lancio del disco ai campionati del mondo juniores a Santiago del Cile, ma è risultata positiva al test antidroga alla pseudoefedrina dopo la competizione; la sua Federazione nazionale le emise un ammonimento pubblico dopo averle tolto la medaglia. Nell'edizione successiva vinse la medaglia di bronzo.
Ha partecipato a quattro edizioni dei Giochi olimpici, ad Atene nel 2004, a Londra nel 2012, a Rio de Janeiro nel 2016 e a Tokyo nel 2021 venendo sempre eliminata nelle qualificazioni.
Nel 2011 ha sposato il suo allenatore Ankush Punia, ex lanciatore del disco ed olimpionico ad Atene.

## Progressione

### Lancio del disco
| Stagione | Misura  | Luogo       | Data       | Rank. Mond. |
| -------- | ------- | ----------- | ---------- | ----------- |
| 2023     | 58,62 m | Hangzhou    | 1-10-2023  |             |
| 2022     | 57,09 m | Chula Vista | 9-7-2022   |             |
| 2021     | 63,72 m | Patiala     | 29-62021   |             |
| 2020     |         |             |            |             |
| 2019     |         |             |            |             |
| 2018     | 62,26 m | Giacarta    | 30-8-2018  |             |
| 2017     | 54,14 m | Dehradun    | 28-12-2017 |             |
| 2016     | 62,62 m | Salinas     | 28-5-2016  |             |
| 2015     |         |             |            |             |
| 2014     | 61,61 m | Glasgow     | 1-8-2014   |             |
| 2013     | 56,37 m | Lucknow     | 26-11-2013 |             |
| 2012     | 62,60 m | Irvine      | 24-3-2012  |             |
| 2011     | 51,45 m | Wujiang     | 29-5-2011  |             |
| 2010     | 59,51 m | Pune        | 1-6-2010   |             |
| 2009     | 59,85 m | Berlino     | 19-8-2009  |             |
| 2008     | 58,13 m | Bangkok     | 23-6-2008  |             |
| 2007     | 58,09 m | Kolkata     | 12-5-2007  |             |
| 2006     | 60,56 m | Melbourne   | 21-3-2006  |             |
| 2005     | 56,96 m | Singapore   | 21-6-2005  |             |
| 2004     | 64,84 m | Kiev        | 7-8-2004   |             |
| 2003     | 54,59 m | Hyderabad   | 28-7-2003  |             |
| 2002     | 59,26 m | Mumbai      | 4-10-2002  |             |
| 2001     | 58,12 m | Bengaluru   | 23-6-2001  |             |
| 2000     | 57,20 m | Calcutta    | 11-10-2000 |             |

## Palmarès
| Anno                          | Manifestazione          | Sede                | Evento           | Risultato | Prestazione | Note                                     |
| ----------------------------- | ----------------------- | ------------------- | ---------------- | --------- | ----------- | ---------------------------------------- |
| In rappresentanza dell' India |                         |                     |                  |           |             |                                          |
| 2000                          | Mondiali U20            | Santiago del Cile   | Lancio del disco | dq        | dq          | [ 4 ] [ 5 ]                              |
| 2001                          | Camp. Asiatici U20      | Bandar Seri Begawan | Lancio del disco | Argento   | 53,04 m     |                                          |
| 2002                          | Mondiali U20            | Kingston            | Lancio del disco | Bronzo    | 55,83 m     | [ 6 ]                                    |
| 2002                          | Camp. Asiatici U20      | Bangkok             | Lancio del disco | Bronzo    | 57,40 m     |                                          |
| 2002                          | Camp. Asiatici U20      | Bangkok             | Getto del peso   | Bronzo    | 14,47 m     |                                          |
| 2004                          | Olimpiade               | Atene               | Lancio del disco | Qualif.   | 60,64 m     |                                          |
| 2005                          | Campionati Asiatici     | Incheon             | Lancio del disco | 5ª        | 53,41 m     |                                          |
| 2006                          | Giochi del Commonwealth | Melbourne           | Lancio del disco | Argento   | 60,56 m     | Miglior prestazione personale stagionale |
| 2009                          | Mondiali                | Berlino             | Lancio del disco | Qual.     | 59,85 m     | Miglior prestazione personale stagionale |
| 2010                          | Giochi del Commonwealth | Nuova Delhi         | Lancio del disco | Bronzo    | 58,46 m     |                                          |
| 2012                          | Olimpiade               | Londra              | Lancio del disco | Qualif.   | 61,99 m     |                                          |
| 2013                          | Campionati Asiatici     | Pune                | Lancio del disco | 5ª        | 52,58 m     |                                          |
| 2014                          | Giochi del Commonwealth | Glasgow             | Lancio del disco | Argento   | 61,61 m     | Miglior prestazione personale stagionale |
| 2014                          | Giochi asiatici         | Incheon             | Lancio del disco | Oro       | 61,03 m     |                                          |
| 2016                          | Olimpiade               | Rio de Janeiro      | Lancio del disco | Qualif.   | 57,58 m     |                                          |
| 2017                          | Campionati Asiatici     | Bhubaneswar         | Lancio del disco | 6ª        | 54,11 m     |                                          |
| 2018                          | Giochi del Commonwealth | Gold Coast          | Lancio del disco | Argento   | 60,41 m     |                                          |
| 2018                          | Giochi asiatici         | Giacarta            | Lancio del disco | Bronzo    | 62,26 m     | Miglior prestazione personale stagionale |
| 2021                          | Olimpiade               | Tokyo               | Lancio del disco | Qualif.   | 60,57 m     |                                          |
| 2022                          | Giochi del Commonwealth | Birmingham          | Lancio del disco | 5ª        | 55,92 m     |                                          |
| 2023                          | Giochi asiatici         | Hangzhou            | Lancio del disco | Bronzo    | 58,62 m     | Miglior prestazione personale stagionale |

## Campionati nazionali
- 4 volte campionessa nazionale indiana del lancio del disco (2009, 2010, 2021, 2023)

2008
- Argento ai campionati indiani (Kochi), lancio del disco - 51,32 m
- 7ª ai campionati indiani (Kochi), getto del peso - 13,20 m

2009
- Oro ai campionati indiani (Bhopal), lancio del disco - 57,53 m
- Argento ai campionati indiani (Bhopal), getto del peso - 14,96 m

2010
- Oro ai campionati indiani (Kochi), lancio del disco - 53,05 m
- Bronzo ai campionati indiani (Kochi), getto del peso - 13,50 m

2013
- Argento ai campionati indiani (Chennai), lancio del disco - 51,70 m

2021
- Oro ai campionati indiani (Patiala), lancio del disco - 63,72 m

2023
- Oro ai campionati indiani (Bhubaneswar), lancio del disco - 56,50 m

## Altre competizioni internazionali
2004
- Oro ai Giochi dell'Asia meridionale ( Islamabad), lancio del disco - 57,03 m